# Evanđelje po Ivanu
Evanđelje po Ivanu (kratica: Iv) četvrto je evanđelje po redu i u većoj se mjeri razlikuje od prva tri evanđelja, takozvanih Sinoptika (po Mateju, Marku i Luki). Napisano je oko 100. godine i po vremenu pisanja je posljednje kanonsko evanđelje.
Evanđelist Ivan donekle se distancira od Isusove povijesne ličnosti i sadrži već razvijenu kristologiju koja Isusa smatra božanskim Logosom. Prethodna tri evanđelja govore uglavnom o Kristovim propovijedima u Galileji, dok se ovo više bavi propovijedima u Judeji. Za razliku od ostalih, ne sadrži ni jednu Isusovu prispodobu. Pritom su Isusove riječi dugi govori, a ne jezgrovite izreke.
Njegov je teološki izričaj vrlo misaon i produhovljen: govor mu vrluda po teološkim visinama i dubinama i zato ga crkvena tradicija rado simbolizira likom orla.
Evanđelje po Ivanu oslikava onovremeni sukob ranog kršćanstva i judaizma. Farizeji se predstavljaju na negativan način, dok su Židovi prikazani kako se opredjeljuju za i protiv kršćanstva. To su evanđelje gnostički kršćani smatrali svojom knjigom i upotrebljavali kao primarni izvor za gnostičko učenje, a rano ga je kršćanstvo – unatoč nekim protivljenjima – ipak unijelo u Novi zavjet.

## Književna vrsta
Značajni su dugački govori i dijalozi u kojima se provlače oštre rasprave o Isusovoj vlasti. Ističu se sadržajno bogati teološki „slikoviti govori“. U usporedbi sa sinopticima Ivanovo evanđelje razlikuje se svojom jedinstvenom koncepcijom koja je obilježena jednostavnim jezikom, pretpostavkom o svijetu i pojmom svijeta. Ivanova misao kruži oko nekoliko odlučujućih spasenjskih pojmova: život, mir, svjetlo, radost, istina, riječ, vjerovati, upoznati, ljubiti. Ivanovo evanđelje, osobito proslov i Isusovi govori, ima poetski oblik koji se očituje ne u paralelizmima ili rimi, već u ritmu. Isusov govor u Ivanovu evanđelju zbog toga je mnogo svečaniji nego kod sinoptika. U Starom zavjetu Božja riječ objavljena po prorocima ima također uglavnom poetski oblik.
Isus koji dolazi od Boga koristi se ljudskim rječnikom koji nije sposoban izraziti božanske stvarnosti. Zato se Ivanov Isus često služi metaforama kako bi opisao sebe ili predstavio svoju poruku. Isusovi sugovornici često ne razumiju metaforu, jer je shvaćaju doslovno. U Ivanovu evanđelju često nailazimo i na ironiju. Isusovi protivnici ne htijući i ne znajući izriču o Isusu tvrdnje koje su istinitije i imaju dublje značenje nego što oni misle. Ivan često upotrebljava inkluzije kojima označava glavnu ideju određenog teksta te ujedno njegov početak i kraj.
Ivan od svih evanđelista ima najsiromašniji rječnik. Rabi oko tisuću riječi, trostruko manje nego drugi evanđelisti. Međutim mnoge riječi imaju simboličko značenje. Ovakav stil čini četvrto evanđelje teškim za razumijevanje ali i bogatim u značenju. Klement Aleksandrijski naziva ga »duhovnim evanđeljem«. Dubinsko shvaćanje Krista i njegove djelatnosti postiže se kod Ivana pomoću simbolizacije njegove povijesti. Činjenice i riječi imaju različite razine smisla i neprestano upućuju onkraj sebe samih. Odatle važnost pojma »znamenje« te upućivanje na mnogostruki smisao neke činjenice ili riječi. Samo iskustvo Duha Svetoga omogućuje dokučiti nakanu teksta.

## Autor
Prema tradiciji autor je sveti Ivan Evanđelist, učenik kojega je Isus ljubio. Bio je blizak svetom  Petru. Potječe iz Galileje, s Galilejskog jezera, baš kao i Petar. Ivan je tako bio i jedan od Isusovih najbližih učenika.
Stara otačka predaja u 2. st. pripisuje djelo Ivanu Zebedejevu, bratu Jakova starijeg, a nova istraživanja žele pronaći nekog drugog. To sigurno nije neki prezbiter Ivan, iz Efeza, niti neki Ivan, esen iz jeruzalemske esenske zajednice koji je ugostio Isusa i postao mu vjerni učenik. Jedna od njegovih značajki u evanđelju je dualizam svjetlost-tama koji je prisutan i u kumranskom nauku. On dobro poznaje i gnostičke elemente i služi se njima.
Koristi se i apokalipsom, ali je odbacuje. On dakle dobro poznaje židovski i poganski svijet da bi što bolje i jasnije iznosio radosnu vijest, da je Isus Krist Sin Božji i jedini put do vječnog života.

## Vrijeme i mjesto nastanka
Danas se svi slažu da je Ivanovo evanđelje nije napisano u Egiptu, već u Maloj Aziji. Ako je Ivanovo evanđelje sredinom 2. st. već kolalo u dalekom Egiptu onda je ono moralo biti napisano mnogo ranije, najkasnije između 100. i 110 godine. Ovaj datum nije daleko od tradicionalnog mišljenja da je četvrto evanđelje objavljeno potkraj 1. stoljeća, oko 90. godine. Brown, koji četvrto evanđelje vidi kao djelo dva čovjeka, evanđelista koji ga je sastavio i redaktora koji je dodao 21. poglavlje i još neke dijelove, smatra da je evanđelje napisano oko 90. a redigirano, tj. dobilo svoj današnji oblik ne kasnije od 110.
Najvjerojatnije mjesto nastanka četvrtog evanđelja jest Efez. S time se slaže i tradicija. Tako Irenej Lionski kaže: »Nakon toga Ivan, Gospodinov učenik, onaj koji je naslonio glavu na Isusove grudi, objavio je Evanđelje dok se nalazio u Efezu azijskomu«.

## Struktura
Građu cijele knjige može se podijeliti u sedam cjelina uz proslov koji ima ulogu uvoda.
Proslov (1,1-18)
1. Vremenski slijed: Ivan želi prikazati Isusa kao osobu u kojoj završava židovski kult, a počinje novi, kršćanski kult. Važna je uloga židovskih blagdana, u kojima do izražaja dolaze brojna Isusova čudesa: Prva Pasha (1,19-3,36), Druga Pasha i izliječenje uzetoga (5,1-47), Treća Pasha govori o kruhu života (6,1-71), blagdan Sjenica - Isus ozdravlja slijepca (7,1-10,21), blagdan Posvete Hrama (10,55-11,54), Pasha Jaganjca Božjeg (11,55-19,42), te uskrsnuće (20,1-31). Iako neki smatraju da Ivan spominje samo tri Pashe, prema tumačenju Ivana 5,1, Isusovo djelovanje obuhvaća čak četiri Pashe. U tom se retku ne spominje izravno naziv "Pasha", nego samo "židovski blagdan". No može se zaključiti da je riječ o Pashi, jer se radnja odvija otprilike u ožujku ili travnju (4,35; "još su četiri mjeseca, pa će doći žetva"), a Pasha je jedini židovski blagdan u to vrijeme.
2. Događaji: Prva Pasha (2,13-3,36), Druga Pasha (5,1), Treća Pasha (6,4), blagdan Sjenica (7-9), Posveta Hrama (10-11), Četvrta Pasha i smrt, posljednji tjedan Isusova ovozemaljskog života (12-19) i ukazanje Isusovo (Iv 20).
3. Prisutan je pripovjedački pristup. Ivan razlikuje knjigu znamenja koja obuhvaća novi početak (2,1-4,42), Riječ života (4,46-5,47), kruh života (9,6), svjetlo i život (7,8): pobjeda života nad tamom-smrti (11,1-36), te knjigu proslave koja obuhvaća oproštajne govore (13-17): muku, smrt, uskrsnuće (18-20).
4. Evanđelje - knjiga spasenja u kojoj je opisano svjedočanstvo Krista u svijetu (5,1-12,50), te život Crkve koji se temelji na Isusovu uskrsnuću (13,1-20,31).
5. Dramatska objava Krista: Ivan Krstitelj svjedoči o Kristu (1,19-51), objava Mesije (2-4), objava Sina Čovječjega (5-10), put u Jeruzalem (11-12), čas Isusov (13-20), oproštaj (13-17), muka, smrt i uskrsnuće (18-20).
6. Knjiga znamenja (1,19-12,50), objava kroz znamenja (2,1-4,54), blagdani: subota, Pasha, Sjenice, Posveta Hrama, ususret času smrti i slave (11,1-12,50), knjiga slave (13,1-20,29), muka, smrt ( 18,1-19-42), ukazanja i iskustvo vjere (20,1-29), kraj evanđelja (20,30-31).
7. Poslanje riječi, objava u Kani Galilijskoj učenicima, u hramu se objavljuje Židovima: Nikodemu kao predstavniku židovstva, Samarijanki kao predstavnici Samarijanaca, kraljevskom činovniku koji predstavlja pogane, te Isusova objava članovima Crkve (5,12). Krist se objavljuje kao Prorok (5,1-47), kao kruh života (6,1-7,1), svijetlo svijeta (7,1-59), Dobri pastir (10,1-21), uskrsnuće Lazara (11-12,36). Objavljuje se učenicima (13,1-20,29). Opis muke, smrti i uskrsnuća (21,1-29). Novi život Crkve (21,1-25).

## Sadržaj evanđelja
Proslov započinje rečenicom U početku bijaše Riječ i Riječ bijaše u Bogu i Riječ bijaše Bog...(Iv 1,1). To podsjeća na sedam dana stvaranja kojima počinje svijet i stvaranje. Već sam proslov želi naglasiti da Riječ koja je jedno s Ocem, dolazi u ovaj svijet s ciljem da se obnovi ono što je već stvoreno i da započne doba novog stvaranja, obnove u Isusu. Po toj Riječi, tj. po Isusu Kristu počinje novo stvaranje, božanski svijet koji ulazi u stvarnost na zemlji.
Nakon proslova slijede poglavlja u kojima su opisani židovski blagdani na kojima je Isus prisutan. Evanđelje po Ivanu obuhvaća Isusov život od dana kada se rodio pa sve dok je raspet na križu. Ivan opisuje mnoga čudesa koja tada Isus čini. Upravo kroz to Ivan želi otkriti tko je Isus. Izravno se spominju tri Pashe, a neizravno i četvrta (druga po redu) (2,13; 5,1; 6,4; 12,1), blagdan Sjenica (7,2) i Posveta Hrama (10,22), a uz ove glavne blagdane spominju se i drugi manji blagdani. Kroz blagdane Isus objavljuje svoju tajnu. Prva Pasha (2,13,19-21) kada Isus čisti hram i objavljuje da je njegovo tijelo pravi novi i istinski hram. U vrijeme blagdana Pedesetnice opisano je kako Isus liječi i pokazuje svoju mesijansku ulogu. Treća Pasha važna je jer se tada Isus proglašuje kruhom života, a na blagdan Sjenica, tj. blagdan svjetla i vode Isus sebe naziva živom vodom(7,37-38) i pravim svjetlom (8,12).
Na blagdan Posvete Hrama (10,22) Isus se objavio kao onaj koga je Otac posvetio (10,36), kao Dobri pastir. U vrijeme četvrte Pashe objavljuje se kao nova Pasha po žrtvi križa i uskrsnuća. Red blagdana ovom evanđelju daje ritam i ozračje mesijanskog proglasa. Između svih tih blagdana, najvažnija je Pasha. Prve tri Pashe usmjeruju i navještaju posljednju, četvtu Pashu, u kojoj se stvara novi hram i liturgija koje će zamijeniti židovske blagdane, a to je Kristova pashalna žrtva, kršćanska pasha.

### Manjinska perspektiva
Ivanova inačica Evanđelja tješi i nadahnjuje skupine vjernika koje se nalaze u položaju ugnjetavane manjine, koja je  "sol zemlje" i "svjetlost u svijetu. Evanđelje počinje uvodnim riječima Knjige Postanka, po kojima Bog „u početku" odvaja svjetlost od tame. Ivan govori da „svjetlost svijetli u tami, a tama ga ne obuze" (1,5). Upliće iskonske elemente razdvojene u Knjizi Postanka - svjetlost i tamu - u ljudsku dramu, tumačeći ih u religijskom, etičkom i društvenom kontekstu. Prema Ivanu, „svjetlost svijeta" počinje sijati kroz Isusa iz Nazareta, koji se otkriva kao Sin Božji.
U vrijeme nastanka evanđelja, rani kršćani još uvijek se nisu smatrali zasebnom religijom, već pokretom unutar judaizma. Mnogi stručnjaci vjeruju da Evanđelje po Ivanu predstavlja mišljenje vjernika izbačenih iz domaćih sinagoga zbog svoje tvrdnje da je Isus Mesija, i otuđenih od židovske zajednice. Smatraju da je ovaj traumatični razdor definirao autopercepciju Ivanove grupe koja vidi sebe kao malenu manjinu Božjih ljudi „koju svijet mrzi," i koja potiče svoje članove da odbace cjelokupni društveni i religijski kontekst u kojem su rođeni.

## Kristologija
Prema jednom znanstveniku (S. Harris), Ivan prikazuje Isusa Krista kao "kratku manifestaciju vječne Riječi, čiji besmrtni duh ostaje uvijek prisutan uz kršćanina koji vjeruje." Knjiga predstavlja Isusa kao božanskog Sina Božjega, podređenoga Bogu Ocu. To Evanđelje više se usredotočuje na odnos Sina prema Ocu od ostalih evanđelja. Također se fokusira na odnos Otkupitelja prema vjernicima, najavljuje Duha Svetoga kao Branitelja (grčki: Paraclete), a istaknutost ljubavi kao element kršćanskog karaktera.

### Isusova božanska uloga
U sinoptičkim evanđeljima, Isus često govori o Kraljevstvu Božjem; dok je njegova božanska uloga u drugom planu. U Ivanu, Isus otvoreno govori o svojoj božanskoj ulozi. On kaže da je: "Put, Istina i Život (14,6). Odzvanja Jahvinu vlastitu izjavu uz nekoliko "Ja sam" izjava, koje ga također identificiraju sa simbolima velikog značaja.
Isus kaže: "Ja sam":
- "kruh života" (6,35)
- "svjetlost svijeta" (8,12)
- "vrata ovcama" (10,7)
- "dobri pastir" (10,11)
- "uskrsnuće i život" (11,25)
- "Put, Istina i Život" (14,6) i
- "pravi trs" (15,1).

Ivan također govori kako će imati vječni život oni koji vjeruju u Isusa.

### Logos
U prologu, Ivan prepoznaje Isusa kao Logos (Riječ). Pojam iz grčke filozofije, znači načelo kozmičkoga razloga. U tom smislu, slično je hebrejskom pojmu mudrosti, koja je pratilac Božji i intimni pomagač u stvaranju. Židovski filozof Filon spojio je ove dvije teme, kada je opisao Logos kao Boga Stvoritelja i posrednika s materijalnim svijetom.
Kod Ivana, Logos je shvaćen kao Sin Božji i odnosi se na Isusa Krista koji predstavlja utjelovljenje božanskoga Logosa. Prve riječi Ivanovog evanđelja, "u početku bijaše Riječ (Logos)", mnogi su, prije svega Augustin, ocijenili kao izravan utjecaj Heraklitove, Platonove i stoičke filozofije. U evanđelju po Ivanu dolazi do identifikacije iskona i logosa ("U početku bijaše Riječ"), života i logosa ("u njemu bijaše život", 1,4) i Isusa kao tjelesnog bića i logosa ("I Riječ postade tijelo", 1,14).

## Poruka knjige
Kroz cijelo Ivanovo evanđelje neprestano se provlači važnost vjere jer samo po njoj moguće je zadobiti novi život, odnosno sačuvati postojeći. Ivan Evanđelist kroz svoje Evanđelje želi otkriti tko je zapravo Isus. Njegov utjecaj i identitet do izražaja dolazi kroz njegova brojna čudesa. Ivan vjeru doživljava kao nešto dinamično. Vjerovati znači prihvatiti objavu Boga u Isusu Kristu. Čovjek vjeruje onda kada vidi Isusova znamenja i djela, ali redovito se vjeruje u Isusa ili u njegovo ime. Vjerovanje podrazumijeva vlastito darivanje Isusu i priznavanje Isusa kao svog Gospodina. Potrebno je ući u zajedništvo s Isusom. To znači poznavati Njegovo otajstvo, božansko podrijetlo i priznati ga Bogom - čovjekom.
Evanđelje je tako napisano da njegovi čitatelji u raspetom Kristu mogu prepoznati živoga Krista, prisutnoga u zajednici njegovih vjernika, kojima on dariva Svoga i Očeva Duha. Kao što je Markovo, Lukino i Matejevo Evanđelje usredotočeno na na „Kraljevstvo Božje“, tako je Ivanovo Evanđelje usredotočeno na „život vječni“, koji se sastoji u najprisnijem živom zajedništvu svih vjernika s Isusom Kristom.

## Vanjske poveznice

### Sestrinski projekti
|  | Wikizvor ima izvorni tekst Evanđelje po Ivanu (Šarić) |

### Mrežna mjesta
- Evanđelje po Ivanu (HBK)
- Evanđelje po Ivanu  Arhivirana inačica izvorne stranice od 8. prosinca 2015. (Wayback Machine) (Kršćanska sadašnjost)
- Komentar Evanđelja po Ivanu, doc. dr. sc. Ivica Čatić